# Cinq compositions pour piano
Les Cinq compositions pour piano (en tchèque : Pět klavírních skladeb) sont une œuvre d'étude pour piano de la compositrice Vítězslava Kaprálová écrite entre 1931 et 1932.

## Contexte et création
Vítězslava Kaprálová compose ses cinq compositions pour piano lors de ses études au Conservatoire de Brno. La première pièce date de février 1931, la deuxième d'octobre 1931, la troisième de mars-juin 1931, la quatrième date de novembre 1931 et la cinquième de janvier 1932. Les Cinq compositions pour piano sont jouées par Milada Bláhová le 18 avril 1932 lors de la XXIe soirée du Conservatoire, avec les Deux chansons de Miloš Sokol. Les pièces sont bien accueillies, confortant la jeune compositrice dans sa future carrière.

## Structure
L'ensemble comprend cinq mouvements :
- Maestoso
- Cantabile-moderato
- Andante con moto
- Tempo di minuetto
- Tempo di marcia funebre

## Analyse
L'organisation tonale du cycle est pensée de façon symétrique, allant de d'ut mineur à sol majeur puis la majeur avant de reprendre le chemin inverse.

### Maestoso
Le Maestoso qui ouvre le cycle est de forme A-B-A avec coda, d'une longueur d'une trentaine de mesures. On y trouve des accords impressionnistes et il fait penser avec quelque distance le Prélude no 2, dans le même ton.

### Cantabile-moderato
Le Cantabile-moderato qui suit est durchkomponiert et jette des œillades à Claude Debussy et Maurice Ravel.

### Andante con moto
Il en va de même pour l'Andante con moto que pour le Cantabile-moderato. On y trouve aussi des dissonances de quartes qui sont, pour Nicolas Derny, des réminiscences possibles des Berceuses de printemps de Václav Kaprál qu'il a dédié à sa fille alors âgée de deux ans. La pièce se clôt sur une cadence en la bémol majeur, dominante par enharmonique de do mineur. On y retrouve des triolets, comme ceux que l'on retrouve dans les pièces postérieures de la compositrice et qui sont autant de références à la tradition populaire de sa région natale,.

### Tempo di minuetto
Vítězslava Kaprálová utilise un autre procédé typique du folklore tchèque qui est l'hémiole et que l'on retrouve dans les croches du Tempo di minuetto. Cette pièce est de forme A-B-A et « fleure [...] bon la légèreté à la française ».

### Tempo di marcia funebre
Le Tempo di marcia funebre est plus long que les autres pièces du cycle et fait un fort usage des rythmes lombards. Le morceau sera détaché ultérieurement pour donner l'opus 2, tandis que l'opus 1 sera dévolu à l'orchestration des quatre précédentes pièces.

### Articles
- Peter Andraschke et Adelheid Geck, « Das Volksliedmaterial Leos Janaceks. Analysen der Strukturen unter Einbeziehung von Janaceks Randbemerkungen und Volksliedstudien », Jahrbuch für Volksliedforschung, vol. 22,‎ 1977, p. 192 (ISSN 0075-2789, DOI 10.2307/846972, lire en ligne, consulté le 4 octobre 2024)

### Livres
- Nicolas Derny, Vitĕzslava Kaprálová: portrait musical et amoureux, le Jardin d'essai, 2015 (ISBN 978-2-911822-85-8).